# 灵高
灵高是德国黑森州的一个市镇。总面积66.81平方公里，总人口3062人，其中男性1580人，女性1482人（2011年12月31日），人口密度46人/平方公里。